# Dlouhá Lhota (Morávia do Sul)
Dlouhá Lhota é uma comuna checa localizada na região de Morávia do Sul, distrito de Blansko.